# شهرستان کراسنوگواردیسکی (سرزمین استاوروپول)
شهرستان کراسنوگواردیسکی (به لاتین: Krasnogvardeysky District) یک شهرستان در روسیه است که در سرزمین استاوروپول واقع شده‌است.